# Lucas Alcázar
Lucas Alcázar Moreno (Leganés, Madrid, 11 de julio de 2002) es un futbolista profesional español que juega como lateral izquierdo en el C. D. Castellón. 

## Carrera
Tras pasar por las canteras de U. D. Céltiga Rayo, E. F. José María Movilla y Getafe C. F. fue fichado por el Real Madrid en 2018, para jugar en su cantera. El 6 de agosto de 2021, fue cedido al SCR Peña Deportiva de Segunda División RFEF. En julio de 2022, pasó al Real Madrid Castilla en Primera Federación, pero, tras pocas ocasiones, fue cedido al C. F. Talavera de la Tercera División.
El 8 de agosto de 2023, fichó por el Real Betis par jugar con su filial en la Primera Federación. El 5 de julio de 2025, pasó a formar parte de la plantilla del C. D. Castellón de Segunda División.

## Clubes
| Club                 | Año       | Division              | Partidos | Goles |
| -------------------- | --------- | --------------------- | -------- | ----- |
| Peña Deportiva       | 2021–22   | Segunda División RFEF | 27       | 1     |
| Real Madrid Castilla | 2022–23   | Primera Federación    | 1        | 0     |
| Talavera C. F.       | 2022–23   | Primera Federación    | 12       | 0     |
| Betis Deportivo      | 2023–24   | Segunda Federación    | 16       | 0     |
| C. D. Castellón      | 2025-Act. | Segunda División      |          |       |
| Total                | Total     | Total                 | 56       | 1     |

## Títulos
- UEFA Youth League: Real Madrid Juvenil 2019–20